# Niederwiesa
Niederwiesa är en kommun och ort i Landkreis Mittelsachsen i förbundslandet Sachsen i Tyskland. Kommunen har cirka 4 700 invånare.